# Ситроен C5 Еркрос
„Ситроен C5 Еркрос“ (Citroën C5 Aircross) е модел компактни SUV автомобили (сегмент J/C) на френската марка „Ситроен“, произвеждан от 2017 година.
Моделът е базиран на платформата EMP2, подобно на сходните модели на „Груп ПСА“ „Пежо 3008“, „Опел Грандленд X“ и „Де Ес 7“. Купето му е хечбек с 5 врати и има само предно задвижване. Произвежда се в Рен, Ченду и Тирувалур, а до Руското нападение над Украйна през 2022 година и в Калуга.